# Etioplast
Etioplasti so posebna oblika kloroplastov, ki niso izpostavljeni svetlobi in jih lahko najdemo v tkivih kritosemenk, rastočih v temi. Po nekaj dnevih brez svetlobe se kloroplasti v notranjosti rastlinskih celic preoblikujejo v etioplaste, ki nimajo aktivnega pigmenta (predvsem klorofila). Nekateri jih zaradi tega obravnavajo kot levkoplaste (značilne po svoji brezbarvnosti in udeležbi v raznih presnovnih procesih). Etioplasti se občasno razvijejo tudi neposredno iz proplastidov (še nezrelih plastidov, ki so prisotni znotraj meristemov v kalčkih in mladih rastlinah), ko je rastlina v prvi fazi rasti in zato še ni prišla iz prsti.
Na večjo koncentracijo etioplastov v rastlini kaže tudi sama barva listov, ki navadno porumenijo. Rastlinam, ki vsebujejo etioplaste in ne kloroplastov, pravimo, da so etiolirane. Pretvorba proplastidov ali kloroplastov v etioplaste se imenuje etiolacija, nasprotni proces je deetiolacija (preoblikovanje etioplastov v fotosintetsko aktivne kloroplaste).

## Značilnosti
Navadno so etioplasti elipsoidne oblike in oviti z dvojno lipoproteinsko ovojnico. V njihovi notranjosti se nahajajo zanje specifični organeli v obliki jasno vidne parakristalinske membranske tvorbe, ki se imenujejo prolamelarna telesca, pri čemer gre za spremenjene tilakoide kloroplastov, ki vsebujejo predhodni pigment za nastanek klorofila, protoklorofilid. Večinoma so prolamelarna telesca znotraj celic razvrščena v urejenih geometričnih vzorcih. Obenem imajo ti plastidi veliko različnih beljakovin, ki jih najdemo v zrelih kloroplastih: denimo šaperone, beljakovine za sintezo drugih beljakovin, encime metabolizma aminokislin in maščobnih kislin, proteaze, beljakovinski kompleks rubiska (ribuloza-1,5-bifosfat karboksilaza-oksigenaza), več tipov citokromov, ATP sintazo in od svetlobe odvisne NADPH (nikotinamid adenin dinukleotid fosfat), ki so ključni v reakcijah fotosinteze.
Vsi etioplasti imajo potencial, da se ob ugodnih razmerah ponovno vrnejo v stanje kloroplasta. To se zgodi že kmalu po vnovični izpostavitvi rastline svetlobi (zadostovala naj bi že enourna osvetlitev etioliranih rastlin s svetlobo), saj rastlinski hormon (tudi fitohormon) citokinin vzpodbudi pretvorbo v fotosintetsko aktivne organele. Iz prolamelarnih telesc, ki počijo, se z reorganizacijo notranjih membran oblikujejo tako stroma kot grana tilakoide.